# Johann Leberecht Schmucker

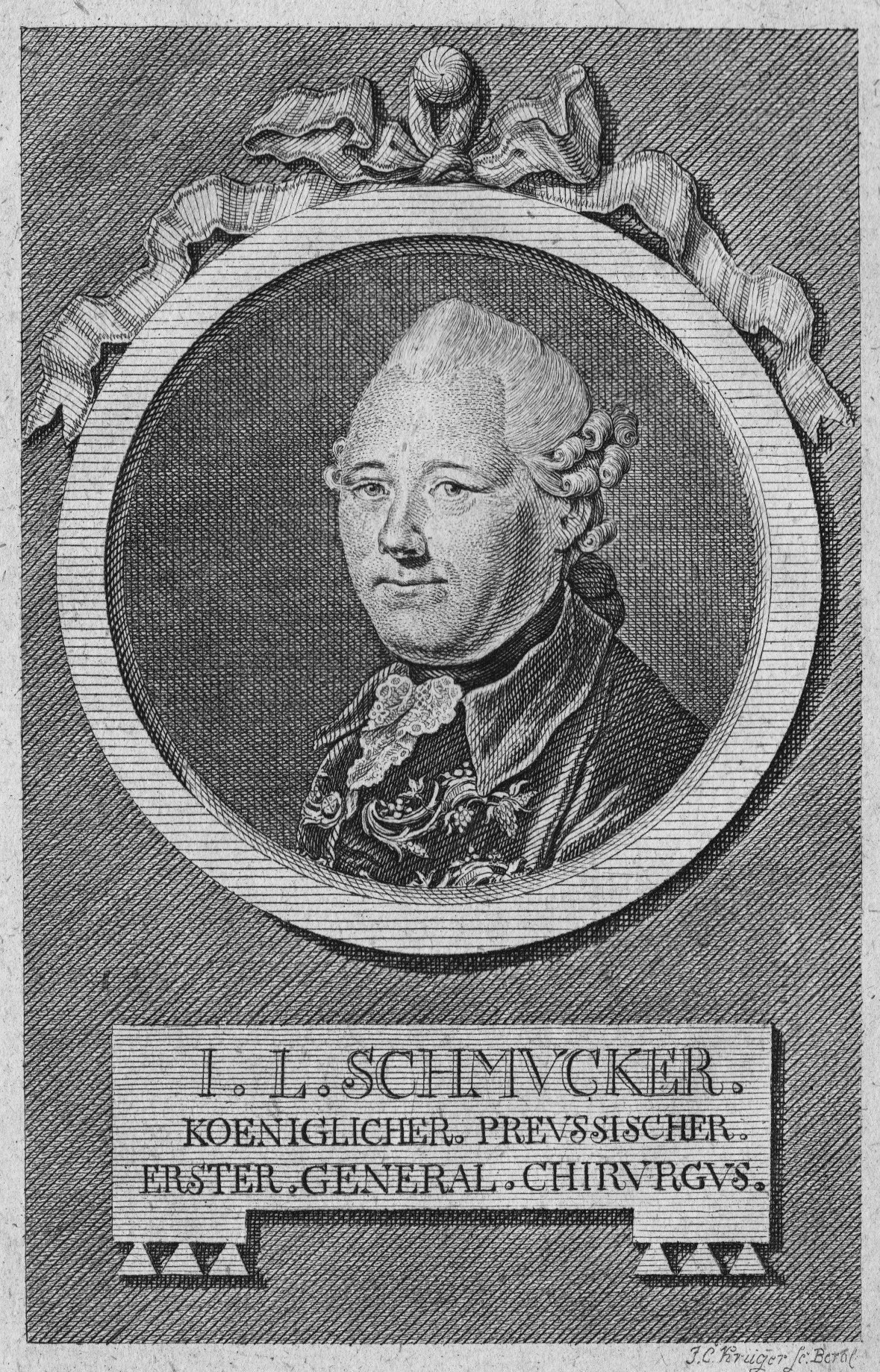
Johann Leberecht Schmucker
(Radierung aus dem 18. Jh.)

Wahrnehmungen aus der Wundarzneykunst von J. L. Schmucker

Johann Leberecht Schmucker, auch Johann Lebrecht Schmucker (* 1712 in Magdeburg; † 5. März 1786 in Berlin) war ein deutscher Mediziner. Er war königlich preußischer Militärarzt, Chirurg und Fachbuchautor sowie Leibarzt Friedrichs des Großen.

## Familie
Johann Schmucker heiratete am 5. Mai 1740 Anna Katharina Kramer. Die Ehe blieb kinderlos.

## Leben
Schmucker genoss eine fundierte Ausbildung und legte am „Collegium Medico Chirurgicum“ in Berlin seine Prüfung ab. Nach dem Studium arbeitete er als Regimentsfeldscher bei der Großen Grenadier-Garde.
Im Juni 1737 wurde er von Friedrich Wilhelm I. für zwei Jahre nach Paris geschickt. An der „Académie royale de Chirurgie“ (1731–1793) waren unter anderem Henry François Le Dran (1685–1770), mit dem er auch bis zu dessen Tod befreundet war, und Jean-Louis Petit (1674–1750) seine Lehrmeister. Durch die Vermittlung Le Drans operierte Schmucker in Paris vor einem ausgewählten Publikum seinen ersten Patienten am Stein. Als Schmucker 1739 nach Berlin zurückkehrte, diente er beim Regiment von Sydow als Regimentsfeldscher.
Schmucker entwickelte ein bereits in Frankreich erfundenes Ernährungspulver (Poudre d´Aliment) weiter und testete es unter realen Bedingungen an einem Offizier und drei Grenadieren. Friedrich der Große war darüber so erfreut, dass er Schmucker zum ersten General Chirurgus der Armee ernannte.
Im Siebenjährigen Krieg leitete Schmucker als Erster General Chirurgus das preußische Medizinalwesen und war für die Feldhospitäler verantwortlich. Da sein Hauptaugenmerk auf der Behandlung von Kopfverletzungen ruhte, richtete er bei der Belagerung von Schweidnitz (1762) für diese Verwundeten ein separates Lazarett ein. Seine dort gemachten Beobachtungen veröffentlichte er unter anderem in seinem Werk Chirurgische Wahrnehmungen.
Schmucker hat an fast allen Schlachten der drei Schlesischen Kriege teilgenommen und auch im Bayerischen Erbfolgekrieg war er für die Errichtung der Feldlazarette verantwortlich.
In Berlin unterhielt Schmucker eine große Praxis und war bis zu seinem Tod am 5. März 1786 Leiter der Charité. Dortiger Amtsnachfolger nach Schmuckers Tod wurde 1786 Johann Christian Anton Theden (1714–1797).

## Werk
Schmucker sorgte für eine Neuerung bei der Behandlung entzündeter Wunden: Er benutzte Kaltwasser-Umschläge (Formentia frigida) getränkt mit Weinessig, Salpeter und Salmiak. Sein Amtsnachfolger Theden entwickelte diese Behandlungsmethode später weiter.
Ebenso verfeinerte er das zu jener Zeit noch viel zu große Operationsbesteck.
Schmucker war zeit seines Lebens ein strikter Gegner von voreilig durchgeführten Amputationen. Da diese aber im Feld oft unumgänglich waren, ließ er den Feldscheren/Chirurgen kleine gekrümmte Sägen anfertigen, die diese in kleinen Taschen mit sich führen sollten.

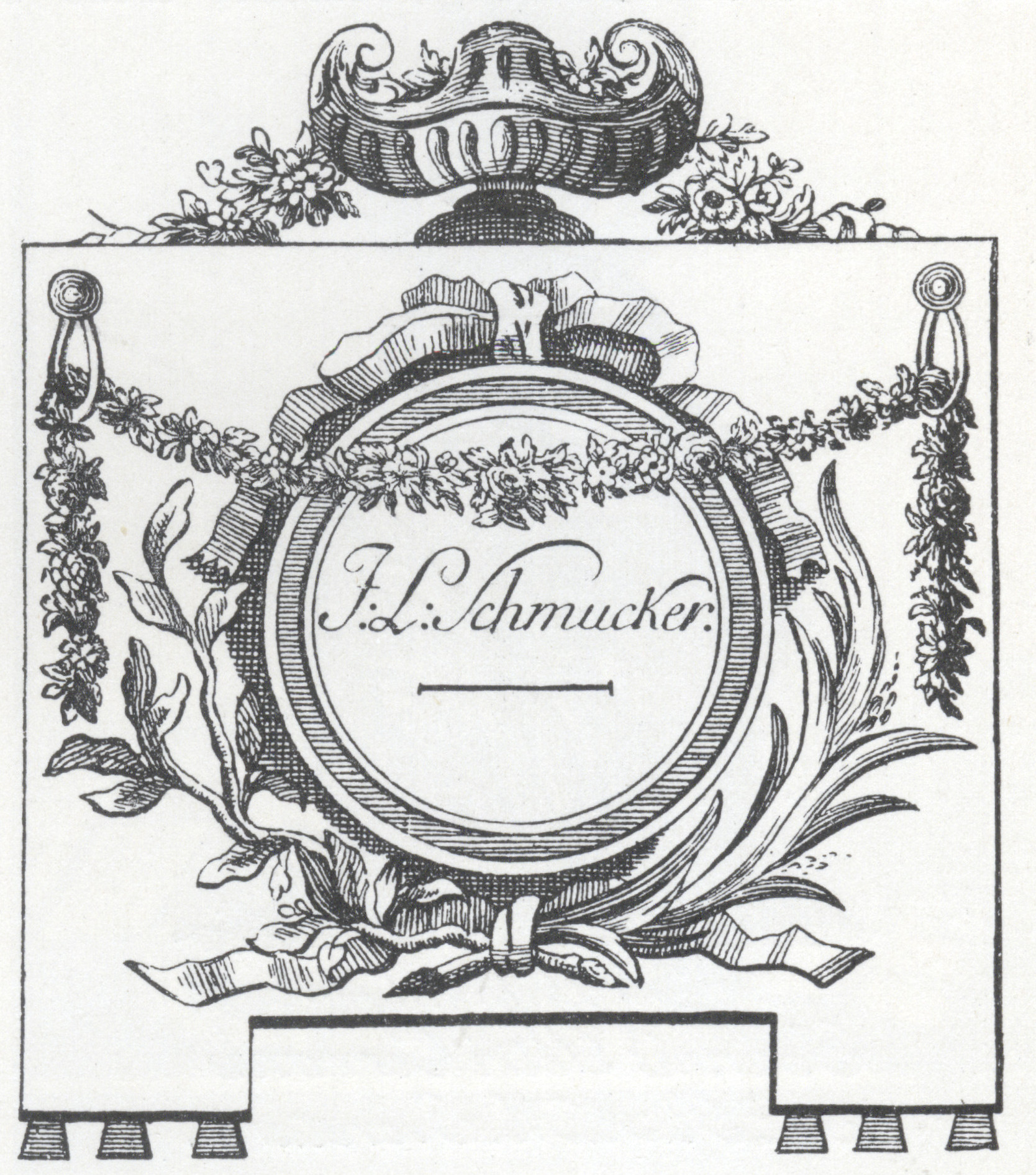
Exlibris von Johann Leberecht Schmucker

Der Philosoph Immanuel Kant schrieb am 18. Januar 1766 in einem Brief: „Herr Schmucker (: So heist derjenige welcher die aufsicht über mein linckes hat :) wendet alle mühe an das sogenannte verhärtete Gersten Korn wegzubringen, es scheint Ihm auch zu gelingen, Ich sehe mit ungeduld den tag meiner Abreise entgegen es soll mir auch nicht an muth fehlen alleine zu reisen, umb das Ende meiner reisebeschreibung zu vollenden.“ 

## Ehrungen
- Am 9. September 1774 wurde Schmucker zum Mitglied der „Römisch Kaiserlichen Akademie für Naturforscher“ (heute Leopoldina, damals noch in Schweinfurt, heute in Halle (Saale)) gewählt.

## Mitgliedschaften
- Mitgliedseintrag von Johann Lebrecht Schmucker bei der Deutschen Akademie der Naturforscher Leopoldina

## Schriften
- Chirurgische Wahrnehmungen. 2 Bände. Nicolai, Berlin/Stettin 1774–1789.
- mit Jan Bernard Sandifort: Heelkundige Waarneemingen. Verlag P. van der Eyk, Leiden 1775.
- als Hrsg.: Vermischte chirurgische Schriften. Verlag Nicolai, Berlin/Stettin 1776–1782; Neudruck: Buchdruckerei und Buchhandlung Gegel, Frankenthal 1784–1788.
- Wahrnehmungen aus der Wundarzneykunst. Band 1: Von den Verletzungen und Krankheiten des Hauptes; Band 2: Von Verwundungen und Krankheiten der Brust, des Unterleibes und der übrigen Gliedmassen. Druckerei Johann Baptista Wiesen, Heidelberg 1784.